# Großer Preis von Italien 1955
Der Große Preis von Italien 1955 (offiziell XXVI Gran Premio d’Italia) fand am 11. September auf dem Autodromo Nazionale di Monza in Monza statt und war das siebte und letzte Rennen der Automobil-Weltmeisterschaft 1955, nachdem die Großen Preise von Deutschland, Frankreich, Spanien und der Schweiz abgesagt worden waren. Grund der Absagen war der Unfall beim 24-Stunden-Rennen von Le Mans, der schwerste Unfall in der Motorsportgeschichte mit über 80 Toten.

## Bericht

### Hintergrund
Nach dem zweiten Platz beim Großen Preis von Großbritannien stand Juan Manuel Fangio bereits vorzeitig als Weltmeister fest. Von den bis dahin sechs Rennen der Saison hatten die Mercedes-Benz-Silberpfeile vier gewonnen. Die einzigen Ausnahmen waren der Große Preis von Monaco, wo sie mit Defekten ausfielen, und die Indianapolis 500, an denen die sie nicht teilnahmen. Ferrari dagegen hatte nur in Monaco gewinnen können und musste sich ansonsten mit den folgenden Plätzen begnügen, ebenso wie die übrigen Teams.
Mit Fangio trat der Sieger der beiden Vorjahre zum Rennen an. Giuseppe Farina, der Sieger von 1950, qualifizierte sich ebenfalls, trat aber wegen Reifenproblemen nicht zum Rennen an. Für insgesamt sieben Fahrer war es der letzte Formel-1-Grand-Prix ihrer Karriere, darunter auch für Farina, den Weltmeister von 1950.
Der Große Preis von Italien 1955 fand auf einem umgebauten Kurs statt, der sich weitgehend am ursprünglichen Kurs von 1922 orientierte. Im Vergleich zur Vorsaison war die Strecke um ein Hochgeschwindigkeitsoval mit zwei Steilkurven aus Betonplatten für Geschwindigkeiten bis 285 km/h erweitert worden. Durch diese Umbauten verlängerte sich der Grand-Prix-Kurs auf 10 km (vorher 6,3 km). Mit 500 km war die Gesamtstrecke nur wenig kürzer als in den Vorjahren (504 km). Die Anzahl der Runden verringerte sich dabei von 80 auf 50. Die 10-km-Variante war der längste Kurs, der in Monza bei Formel-1-Rennen je gefahren wurde, insgesamt nur viermal (1955, 1956, 1960 und 1961). Auch bei den Italien- und Monza-Grands-Prix der Zeit vor 1950 betrug die längste in Monza gefahrene Variante 10,000 km (insgesamt neunmal: 1922–28, 1932 und 1933).

### Training
Erste Testfahrten führten Mercedes, Ferrari und Maserati schon am 22., 24. und 25. August durch. Dabei offenbarten sich Schwierigkeiten, die weniger in den Fahrzeugen als vielmehr in der Strecke lagen. Zwischen den Betonplatten der Steilkurven gab es Ungenauigkeiten, die bei den hohen Geschwindigkeiten wie kleine Sprungschanzen wirkten. Besonders die Lancia D 50 von Ferrari hatten Probleme mit den Reifen, die der Beschleunigung von 3 g in den Steilkurven nicht standhielten. Farina verlor zudem bei 250 km/h plötzlich den Protektor seines linken Hinterrades und rutschte quer über die Piste. Es gelang ihm jedoch, sein Fahrzeug abzufangen.
Im Samstagstraining wiederholte sich Farinas Missgeschick. Seine Teilnahme wurde zurückgezogen. Es war Farinas letzter Grand Prix in seiner Karriere. Kurz darauf platzte Eugenio Castellotti ein Vorderreifen. Sein Lancia wurde ebenfalls zurückgezogen. Um doch noch starten zu können, richtete man für ihn eilig einen Ferrari 555 Supersqualo her. Luigi Villoresi musste das Rennen ebenfalls wegen Reifenproblemen absagen. Mercedes dagegen trat mit Reifen an, die speziell für dieses Rennen verstärkt worden waren. Man signalisierte Bereitschaft, auch Ferrari mit diesen Reifen auszuhelfen, was jedoch daran scheiterte, dass nicht genügend zur Verfügung standen. Immerhin konnte sich Castellotti trotzdem noch als Vierter qualifizieren. Die ersten drei Plätze, und damit die komplette erste Startreihe, belegten Mercedes-Fahrer: Fangio, Stirling Moss und Karl Kling. Neben Mercedes setzte auch Maserati an diesem Wochenende eine spezielle Stromlinienversion seines Rennwagens ein.

### Rennen
Von den 23 gemeldeten Fahrern fuhren 20 das Rennen. Sowohl Farina als auch Villoresi und Luigi Piotti nahmen wegen der Defekte an ihren Fahrzeugen nicht teil. John Fitch, der bei den Testfahrten im August noch für Mercedes gestartet war, fuhr im Rennen einen privaten Maserati.
In Runde 19 musste Moss wegen einer beschädigten Windschutzscheibe an die Box. Ein aufgewirbelter Stein hatte den Schaden verursacht. Moss fiel um zehn Plätze zurück. In Runde 21 fuhr er die schnellste Runde des Rennens. Das Rennen endete für Moss vorzeitig. In Runde 29 musste er wegen einer defekten Antriebswelle aufgeben. In Runde 33 schied auch Kling aus, der zu diesem Zeitpunkt ungefährdet auf Platz zwei lag. Grund war ein von der Boxencrew vergessener Sicherungsstift, der zu einer gebrochenen Kardanwelle führte.
Nur neun Fahrer erreichten das Ziel. Der Rest fiel mit Defekten vorzeitig aus. Fangio gewann mit 0,7 Sekunden Vorsprung vor Taruffi und Castellotti, der als bester Ferrari-Fahrer allerdings 46,2 Sekunden Rückstand hatte. Jean Behra als bester Maserati-Fahrer lag fast vier Minuten zurück und war der Letzte, der sich mit den ersten drei noch in einer Runde befand. Sein Wagen lief nur noch mit fünf Zylindern und rauchte seit etlichen Runden. Von den übrigen Teams kam kein Fahrzeug in die Wertung.
Bei diesem Rennen wurden einige Rekorde aufgestellt. Für Fangio war es der dritte Sieg in Folge beim Großen Preis von Italien. Kein anderer Fahrer vor ihm hatte das geschafft und kein anderer Fahrer nach ihm schaffte es je wieder. Mit einer Durchschnittsgeschwindigkeit von 206,792 km/h erzielte Fangio außerdem einen neuen Rekord für einen Großen Preis von Italien. Es war das erste Mal seit Einführung dieses Grand Prix 1921, dass eine Durchschnittsgeschwindigkeit von mehr als 200 km/h erreicht wurde. Gleichzeitig war es die bis dahin der höchste Durchschnittsgeschwindigkeit bei einem Rennen zur Formel-1-Weltmeisterschaft außerhalb Nordamerikas. Damit waren auch zum ersten Mal in einer WM-Saison nicht die Indianapolis 500 das Rennen mit der höchsten Durchschnittsgeschwindigkeit.

## Meldeliste
| Team             | Nr. | Fahrer                  | Chassis                 | Motor                | Reifen |
| ---------------- | --- | ----------------------- | ----------------------- | -------------------- | ------ |
| Scuderia Ferrari | 02  | Giuseppe Farina         | Ferrari D50             | Ferrari 2.5 V8       | E      |
| Scuderia Ferrari | 04  | Eugenio Castellotti     | Ferrari 555 Supersqualo | Ferrari 2.5 L4       | E      |
| Scuderia Ferrari | 06  | Mike Hawthorn           | Ferrari 555 Supersqualo | Ferrari 2.5 L4       | E      |
| Scuderia Ferrari | 06  | Mike Hawthorn           | Lancia D50              | Lancia 2.5 V8        | E      |
| Scuderia Ferrari | 08  | Maurice Trintignant     | Ferrari 555 Supersqualo | Ferrari 2.5 L4       | E      |
| Scuderia Ferrari | 10  | Luigi Villoresi         | Ferrari D50             | Ferrari 2.5 V8       | P      |
| Scuderia Ferrari | 12  | Umberto Maglioli        | Ferrari 555 Supersqualo | Ferrari 2.5 L4       | E      |
| Mercedes-Benz    | 14  | Piero Taruffi           | Mercedes-Benz W 196     | Mercedes-Benz 2.5 L8 | C      |
| Mercedes-Benz    | 16  | Stirling Moss           | Mercedes-Benz W 196     | Mercedes-Benz 2.5 L8 | C      |
| Mercedes-Benz    | 18  | Juan Manuel Fangio      | Mercedes-Benz W 196     | Mercedes-Benz 2.5 L8 | C      |
| Mercedes-Benz    | 20  | Karl Kling              | Mercedes-Benz W 196     | Mercedes-Benz 2.5 L8 | C      |
| Equipe Gordini   | 22  | Hernando da Silva Ramos | Gordini T16 (1954)      | Gordini 2.5 L6       | E      |
| Equipe Gordini   | 22  | Jean Lucas              | Gordini T16 (1954)      | Gordini 2.5 L6       | E      |
| Equipe Gordini   | 24  | Jean Lucas              | Gordini T32             | Gordini 2.5 L8       | E      |
| Equipe Gordini   | 24  | Hernando da Silva Ramos | Gordini T32             | Gordini 2.5 L8       | E      |
| Equipe Gordini   | 26  | Jacques Pollet          | Gordini T16 (1954)      | Gordini 2.5 L6       | E      |
| Maserati         | 28  | Roberto Mieres          | Maserati 250F           | Maserati 2.5 L6      | P      |
| Maserati         | 30  | Luigi Musso             | Maserati 250F           | Maserati 2.5 L6      | P      |
| Maserati         | 32  | Peter Collins           | Maserati 250F           | Maserati 2.5 L6      | P      |
| Maserati         | 34  | Carlos Menditeguy       | Maserati 250F           | Maserati 2.5 L6      | P      |
| Maserati         | 36  | Jean Behra              | Maserati 250F           | Maserati 2.5 L6      | E      |
| Maserati         | 38  | Horace Gould            | Maserati 250F           | Maserati 2.5 L6      | D      |
| Equipe Moss      | 40  | John Fitch              | Maserati 250F           | Maserati 2.5 L6      | D      |
| Vanwall          | 42  | Harry Schell            | Vanwall VW2             | Vanwall 2.5 L4       | P      |
| Vanwall          | 44  | Ken Wharton             | Vanwall VW4             | Vanwall 2.5 L4       | P      |
| Luigi Piotti     | 46  | Luigi Piotti            | Arzani                  | Volpini 2.5 L4       | P      |

Anmerkungen
1. 1 2  Stromlinien-Version

## Klassifikationen

### Qualifying
| Pos. | Fahrer                  | Konstrukteur | Zeit       | Start |
| ---- | ----------------------- | ------------ | ---------- | ----- |
| 01   | Juan Manuel Fangio      | Mercedes     | 2:46,5     | 01    |
| 02   | Stirling Moss           | Mercedes     | 2:46,8     | 02    |
| 03   | Karl Kling              | Mercedes     | 2:48,3     | 03    |
| 04   | Eugenio Castellotti     | Ferrari      | 2:49,6     | 04    |
| 05   | Giuseppe Farina         | Ferrari      | 2:49,9     | 05    |
| 06   | Jean Behra              | Maserati     | 2:50,1     | 06    |
| 07   | Roberto Mieres          | Maserati     | 2:51,1     | 07    |
| 08   | Luigi Villoresi         | Ferrari      | 2:51,6     | 08    |
| 09   | Piero Taruffi           | Mercedes     | 2:51,8     | 09    |
| 10   | Luigi Musso             | Maserati     | 2:52,1     | 10    |
| 11   | Peter Collins           | Maserati     | 2:55,3     | 11    |
| 12   | Umberto Maglioli        | Ferrari      | 2:55,4     | 12    |
| 13   | Harry Schell            | Vanwall      | 2:55,5     | 13    |
| 14   | Mike Hawthorn           | Ferrari      | 2:56,2     | 14    |
| 15   | Maurice Trintignant     | Ferrari      | 2:56,3     | 15    |
| 16   | Carlos Menditeguy       | Maserati     | 2:58,4     | 16    |
| 17   | Ken Wharton             | Vanwall      | 2:59,5     | 17    |
| 18   | Hernando da Silva Ramos | Gordini      | 2:59,8     | 18    |
| 19   | Jacques Pollet          | Gordini      | 2:59,9     | 19    |
| 20   | John Fitch              | Equipe Moss  | 3:03,1     | 20    |
| 21   | Horace Gould            | Maserati     | 3:05,2     | 21    |
| 22   | Jean Lucas              | Gordini      | 3:15,9     | 22    |
| 23   | Luigi Piotti            | Arzani       | keine Zeit | –     |

Anmerkungen
1. ↑  Erzielt mit dem Ferrari 555
2. ↑  Erzielt mit dem Gordini T32

### Rennen
| Pos. | Fahrer                  | Konstrukteur | Runden | Zeit       | Start | Schnellste Runde |
| ---- | ----------------------- | ------------ | ------ | ---------- | ----- | ---------------- |
| 01   | Juan Manuel Fangio      | Mercedes     | 50     | 2:25:04,4  | 01    |                  |
| 02   | Piero Taruffi           | Mercedes     | 50     | + 0,7      | 09    |                  |
| 03   | Eugenio Castellotti     | Ferrari      | 50     | + 46,2     | 04    |                  |
| 04   | Jean Behra              | Maserati     | 50     | + 3:57,5   | 06    |                  |
| 05   | Carlos Menditeguy       | Maserati     | 49     | + 1 Runde  | 16    |                  |
| 06   | Umberto Maglioli        | Ferrari      | 49     | + 1 Runde  | 12    |                  |
| 07   | Roberto Mieres          | Maserati     | 48     | + 2 Runden | 07    |                  |
| 08   | Maurice Trintignant     | Ferrari      | 47     | + 3 Runden | 15    |                  |
| 09   | John Fitch              | Maserati     | 46     | + 4 Runden | 20    |                  |
| 10   | Mike Hawthorn           | Ferrari      | 38     | DNF        | 14    |                  |
| –    | Karl Kling              | Mercedes     | 32     | DNF        | 03    |                  |
| –    | Luigi Musso             | Maserati     | 31     | DNF        | 10    |                  |
| –    | Horace Gould            | Maserati     | 31     | DNF        | 21    |                  |
| –    | Stirling Moss           | Mercedes     | 27     | DNF        | 02    | 2:46,9           |
| –    | Jacques Pollet          | Gordini      | 26     | DNF        | 19    |                  |
| –    | Hernando da Silva Ramos | Gordini      | 23     | DNF        | 18    |                  |
| –    | Peter Collins           | Maserati     | 22     | DNF        | 11    |                  |
| –    | Harry Schell            | Vanwall      | 7      | DNF        | 13    |                  |
| –    | Jean Lucas              | Gordini      | 7      | DNF        | 22    |                  |
| –    | Ken Wharton             | Vanwall      | 0      | DNF        | 17    | –                |
| DNS  | Giuseppe Farina         | Ferrari      | –      | –          | 05    | –                |
| DNS  | Luigi Villoresi         | Ferrari      | –      | –          | 08    | –                |
| DNS  | Luigi Piotti            | Arzani       | –      | –          | –     | –                |

## WM-Stand nach dem Rennen
Die ersten fünf bekamen 8, 6, 4, 3 bzw. 2 Punkte; einen Punkt gab es für die schnellste Runde. Es zählten nur die fünf besten Ergebnisse aus sieben Rennen.

### Fahrerwertung
| Pos. | Fahrer                | Konstrukteur                 | Punkte |
| ---- | --------------------- | ---------------------------- | ------ |
| 01   | Juan Manuel Fangio    | Mercedes                     | 51     |
| 02   | Stirling Moss         | Mercedes                     | 23     |
| 03   | Eugenio Castellotti   | Lancia / Ferrari             | 12     |
| 04   | Maurice Trintignant   | Ferrari                      | 11,3   |
| 05   | Giuseppe Farina       | Ferrari                      | 10,3   |
| 06   | Piero Taruffi         | Ferrari                      | 9      |
| 07   | Bob Sweikert          | Kurtis Kraft                 | 8      |
| 08   | Roberto Mieres        | Maserati                     | 7      |
| 09   | Luigi Musso           | Maserati                     | 6      |
| 10   | Jean Behra            | Maserati                     | 6      |
| 11   | Karl Kling            | Mercedes                     | 5      |
| 12   | Jimmy Davies          | Kurtis Kraft                 | 4      |
| 13   | Paul Frère            | Ferrari                      | 3      |
| 14   | Tony Bettenhausen     | Kurtis Kraft                 | 3      |
| 15   | Paul Russo            | Kurtis Kraft                 | 3      |
| 16   | Johnny Thomson        | Kuzma                        | 3      |
| 17   | José Froilán González | Ferrari                      | 2      |
| 18   | Cesare Perdisa        | Maserati                     | 2      |
| 19   | Luigi Villoresi       | Lancia                       | 2      |
| 20   | Carlos Menditéguy     | Maserati                     | 2      |
| 21   | Umberto Maglioli      | Ferrari                      | 1,3    |
| 22   | Hans Herrmann         | Mercedes                     | 1      |
| 23   | Walt Faulkner         | Kurtis Kraft                 | 1      |
| 24   | Bill Homeier          | Kurtis Kraft                 | 1      |
| 25   | Bill Vukovich †       | Kurtis Kraft                 | 1      |
| 26   | Louis Chiron          | Lancia                       | 0      |
| 27   | Harry Schell          | Maserati / Ferrari / Vanwall | 0      |
| 28   | Jacques Pollet        | Gordini                      | 0      |

| Pos. | Fahrer                  | Konstrukteur         | Punkte |
| ---- | ----------------------- | -------------------- | ------ |
| 29   | Mike Hawthorn           | Vanwall              | 0      |
| 30   | Umberto Maglioli        | Ferrari              | 0      |
| 31   | Mike Sparken            | Gordini              | 0      |
| 32   | Hernando da Silva Ramos | Gordini              | 0      |
| 33   | Lance Macklin           | Maserati             | 0      |
| 34   | Ken Wharton             | Vanwall              | 0      |
| 35   | John Fitch              | Maserati             | 0      |
| 36   | Louis Rosier            | Maserati             | 0      |
| 37   | Johnny Claes            | Ferrari              | 0      |
| –    | Sergio Mantovani        | Maserati             | 0      |
| –    | Clemar Bucci            | Maserati             | 0      |
| –    | Jésus Iglesias          | Gordini              | 0      |
| –    | Alberto Uria            | Maserati             | 0      |
| –    | Alberto Ascari †        | Lancia               | 0      |
| –    | Élie Bayol              | Gordini              | 0      |
| –    | Pablo Birger            | Gordini              | 0      |
| –    | Robert Manzon           | Gordini              | 0      |
| –    | André Simon             | Mercedes / Maserati  | 0      |
| –    | Horace Gould            | Maserati             | 0      |
| –    | Peter Walker            | Maserati / Connaught | 0      |
| –    | Jack Brabham            | Cooper               | 0      |
| –    | Kenneth McAlpine        | Connaught            | 0      |
| –    | Peter Collins           | Maserati             | 0      |
| –    | Roy Salvadori           | Maserati             | 0      |
| –    | Tony Rolt               | Connaught            | 0      |
| –    | Leslie Marr             | Connaught            | 0      |
| –    | Jean Lucas              | Gordini              | 0      |

## Besonderheiten

### Das Ende der Silberpfeile
Trotz aller Erfolge war es für Mercedes nach neun Siegen, acht Poles und zwei Fahrerweltmeisterschaften für mehrere Jahrzehnte der letzte Grand Prix. Der Rückzug war bereits zu Beginn der Saison geplant worden. Die Le-Mans-Katastrophe, bei der der Mercedes-Benz 300 SLR von Pierre Levegh in die Zuschauer geschleudert wurde und über 80 Menschen starben, machte diese Entscheidung endgültig.
Erst 1993 sollte Mercedes zurückkehren, zunächst indirekt bei Sauber, ab 1994 als Motorenlieferant und 2010 dann, nach 55 Jahren, schließlich wieder mit einem eigenen Werksteam.
Den ersten Sieg nach dem Wiedereinstieg als Motorenbauer konnte Mercedes am 9. März 1997 beim Großen Preis von Australien durch David Coulthard mit McLaren feiern, 51 Jahre 5 Monate und 26 Tage nach Monza 1955. Am 15. April 2012 konnte mit Nico Rosberg beim Großen Preis von China erstmals nach 56 Jahren 7 Monaten und 4 Tagen endlich auch wieder ein Sieg als Werksteam gefeiert werden.
Am 23. November 2014 gewann Lewis Hamilton den Großen Preis von Abu Dhabi. Mercedes stellte damit nach 59 Jahren, 2 Monaten und 12 Tagen wieder einen Fahrerweltmeister.  Mit dem Doppelsieg durch Lewis Hamilton und Nico Rosberg beim Großen Preis von Russland am 12. Oktober 2014 sicherte sich Mercedes zudem erstmals die Konstrukteursweltmeisterschaft. Eine solche hatte es 1955 allerdings noch nicht gegeben.